# Награда Пјер
Награда „Пјер“ је награда за најбољу карикатуру коју једном годишње додељује компанија „Новости“. Име је добила по карикатуристи Пјеру Крижанићу, а установљена је 1967. по идеји Драгана Савића, карикатуристе Борбе. Идеју је спровео у дело Слободан Глумац, тадашњи главни уредник „Вечерњих новости”. Први добитник награде био је Албин Рогељ за карикатуру Осмерац на југословенски начин.
Добитницима награда се додељују - Златни, Сребрни и Бронзани „Пјер”, за најбоље карикатуре и посебна награда за најбољи портрет-карикатуру. Награђенима се уручују плакете са ликом Пјера Крижанића, рад вајара Небојше Митрића, дипломе и новчане награде. Након проглашавања награђених, у земљи и иностранству се организују изложбе одабраних карикатура са конкурса.

## Добитници

### 1967
Године 1967. награђени су:
- прва награда, сребрна плакета — Албин Рогељ
- друга награда — Раде Ивановић
- трећа награда — Фери Павловић

### 1968
Године 1968. на 2. конкурсу награђени су:
- прва награда, сребрна плакета — Душан Петричић
- друга награда — Недељко Драгић из Загреба, друга награда
- трећа награда — Зоран Јовановић и Миодраг Стојановић

Специјална награда за портрет-карикатуру припала је Ади Мулабеговићу.

### 1969
Године 1969. на 3. конкурсу награђени су:
- прва награда, сребрна плакета — Зоран Јовановић
- друга награда — Божо Кос
- трећа награда — Миодраг Стојановић и Божа Стефановић

### 1970
Године 1970. на 4. конкурсу награђени су:
- прва награда, сребрна плакета — Ади Мулабеговић
- друга награда — Ђорђе Орма
- трећа награда — Сунчица Божиновска, Ранко Гузина и Бранислав Радошевић

### 1971
Године 1971. на 5. конкурсу награђени су:
- прва награда — Ранко Гузина
- трећа награда — Зденко Блажић, Сунчица Божиновска, Ђуро Варга и Миодраг Величковић.

### 1972
Године 1972. конкурс није одржан.

### 1973
Године 1973. на 6. конкурсу додељена је награда за целокупан једногодишњи рад кандидата:
- Ото Рајзингер из Загреба

### 1974
Године 1974. на 7. конкурсу награђени су:
- прва награда, посебна плакета — Иво Кушанић
- друга награда — Димитрије Живадиновић
- трећа награда – Дарко Марковић

### 1975
Године 1975. на 8. конкурсу награђени су:
- прва награда и плакета „Пјер“ – Зулфикар Зуко Џумхур
- друга награда — Исмет Вољевица
- трећа награда – Стево Страчковски

### 1976
Године 1976. на 9. конкурсу награђени су:
- прва награда и плакета „Пјер“ – Стево Страчковски
- друга награда — Петар Кораксић, за карикатуру „Без речи”
- трећа награда – Макс Тобољевић-Аким, за карикатуру „Коршка басна”

### 1977
Године 1977. на 10. конкурсу награђени су:
- прва награда и плакета „Пјер“ – Југослав Влаховић[5]
- друга награда — Иван Харамија, за карикатуру „Вјетроказ”
- трећа награда – Жарко Луетић

### 1978
Године 1978. на 11. конкурсу награђени су:
- прва награда – Предраг Kораксић
- друга награда — Стане Јагодич, за карикатуру „Без речи”
- трећа награда – Ђуро Варга, за карикатуру „Без речи”

Први пут је додељена и награда за најбољу портрет-карикатуру, коју је добио Ненад Данчуо, за портрет Мике Шпиљака.

### 1979
Године 1979. на 12. конкурсу награђени су:
- прва награда – Милорад Добрић[5]
- друга награда — Сунчица Божиновска
- трећа награда – Бранко Цонић

Награда за најбољу портрет-карикатуру, Зоран Јовановић – Јус

### 1980
Године 1980. на 13. конкурсу награђени су:
- прва награда – Драган Савић[5]
- друга награда — Градимир Смуђа
- трећа награда – Фери Павловић

Награда за најбољу портрет-карикатуру, Руди Стипковић, за портрет Павла Вујисића

### 1981
Године 1981. на 14. конкурсу добитници су:
- прва награда — Бранислав Обрадовић, са гег-стрипом[5]
- друга награда — Иво Кушанић
- трећа награда – Младен Богнар

Награда за најбољи портрет-карикатуру – Недељко Убовић
Добитник мале карикатуре „Пјер“ – Бранислав Станковић

### 1982
Године 1982. на 15. конкурсу награђени су:
- прва награда — Душан Петричић
- друга награда — Маријан Манчек
- трећа награда – Владимир Боројевић

Награда за најбољи портрет-карикатуру – Петар Писместовић 

### 1983
Године 1983. на 16. конкурсу награђени су:
- прва награда — Миодраг Стојановић
- друга награда — Тошо Борковић
- трећа награда – Слободану Обрадовићу

Награда за најбољи портрет-карикатуру – Борота Печара.

### 1984
Године 1984. на 17. конкурсу награђени су:
- прва награда — Тошо Борковић[5]
- друга награда — Мирко Илић
- трећа награда – Бранислав Обрадовић

### 1985
Године 1985. на 18. конкурсу награђени су:
- прва награда — Ицо Вољевица
- друга награда — Градимир Смуђа
- трећа награда – Миленко Михајловић

### 1986
Године 1986. на 19. конкурсу награђени су:
- прва награда — Ненад Милићевић
- друга награда — Миленко Михајловић
- трећа награда – Милан Личин

### 1987
Године 1987. на 20. конкурсу награђени су:
- прва награда — Градимир Смуђа
- друга награда — Срећко Пунтарић
- трећа награда – Божа Стефановић

### 1988
Године 1988. на 21. конкурсунаграђени су:
- прва награда — Тошо Борковић[5]
- друга награда — Анет Василевски
- трећа награда – Иван Харамија

### 1989
Године 1989. на 22. конкурсу награђени су :
- прва награда — Димитрије Живадиновић
- друга награда — Јошко Марушић
- трећа награда – Градимир Смуђа

### 1990
Године 1990. на 23. конкурсу, награђени су:
- прва награда — Предраг Пантовић
- друга награда — Мухамед Ђерлек
- трећа награда – Љубомир Перенчевић

Те године први пут је организована и награда на основу гласања читалаца „Вечерњих новости“ за карикатурe из најужег круга за награде. Читаоци су великом већином гласали за карикатуру Ефтима Гашева

### 1991
Године 1991. на 24. конкурсу, награђени су:
- прва награда — Божо Стефановић
- друга награда — Слободан Милић
- трећа награда – Горан Ћеличанин

Награда читалаца – Александар Ећимовић

### 1992
Године 1992. на 25. конкурсу, награђени су:
- прва награда — Тошо Борковић[5]
- друга награда — Драгутин Гане Милановић
- трећа награда – Душан Арсенић

### 1993
Године 1993. на 26. конкурсу, награђени су:
- прва награда — Драган Руменчић
- друга награда — Александар Блатник
- трећа награда – Душан Лудвиг

### 1994
Године 1994. на 27. конкурсу, награђени су:
- прва награда — Јован Прокопљевић
- друга награда — Миодраг Величковић
- трећа награда – Шпиро Радуловић

### 1995
Године 1995. на 28. конкурсу, награђени су:
- прва награда — Борислав Станковић
- друга награда — Југослав Влаховић, за карикатуру „Роденов пољубац”
- трећа награда – Дарко Дрљевић, за карикатуру „Тужна сеоба”.

За карикатуре су гласали сами учесници. 

### 1996
Године 1996. на 29. конкурсу, награђени су:
- Златни „Пјер“ — Миленко Косановић
- Сребрни „Пјер“ — Слободан Обрадовић
- Бронзани „Пјер“ — Љубомир Перенчевић

Најбољу карикатуру изабрали су сами учесници конкурса, који су сачињавали жири.

### 1997
Године 1997. на 30. конкурсу, награђени су:
- Златни „Пјер“ — Александар Ећимовић
- Сребрни „Пјер“ — Недељко Убовић
- Бронзани „Пјер“ — Миодраг Стојановић

### 1998
Године 1998. на 31. конкурсу, награђени су:
- прва награда — Лука Лагатор
- друга награда — Слободан Обрадовић
- трећа награда – Недељко Убовић

За победника су сами учесници изабрали Луку Лагатора. Читаоци су гласали за пет карикатура на основу каталога.

### 1999
Године 1999. на 32. конкурсу, награђени су:
- Златни „Пјер“ — Александар Ећимовић
- Сребрни „Пјер“ — Дарко Дрљевић, са карикатуром „Тужна судбина”
- Бронзани „Пјер“ — Недељко Убовић, са карикатуром „Српска својеглавост”

Велика награда жирија (Гран при) – Ранко Гузина.
Жири су били сами учесници конкурса.

### 2000
Године 2000. на 33. конкурсу, награђени су:
- Златни „Пјер“ — Љубомир Сопка
- Сребрни „Пјер“ — Тошо Борковић, са карикатуром „Без речи”
- Бронзани „Пјер“ — Владимир Станковић, са карикатуром „Без речи”

### 2001
Године 2001. на 34. конкурсу, награђени су:
- Велика плакета – Јован Прокопљевић
- друга награда – Владо Волаш, са карикатуром „Без речи”
- трећа награда – Душан Вукојев

### 2002
Године 2002. на 35. конкурсу, учествовало је 114 аутора, са више од 600 карикатура, а награђени су:
- прва награда — Драган Гане Милановић, са карикатуром „Без речи”
- друга награда — Миланкo Каличанин, са карикатуром „Без речи”
- трећа награда – Војислав Милић

### 2003
Године 2003. на 36. конкурсу, учествовало је 122 аутора, са 589 радова, а награђени су:
- прва награда — Саша Димитријевић
- друга награда — Љубомир Перенчевић
- трећа награда – Александар

### 2004
Године 2004. на 37. конкурсу, награђени су:
- прва награда — Горан Ћеличанин, за карикатуру без речи, са кордоном лојаница који гори испред порушене цркве, метафичном представом духовне заштите коју имају српске светиње на Косову.
- друга награда — Дарко Дрљевић, за карикатуру „Торањ”
- трећа награда — Горан Дивац, за карикатуру без речи о домаћим социјалним потресима.

### 2005
Године 2005. на 38. конкурсу, учетвовало је 187 аутора са 706 приспелих радова, а награђени су:
- Златни „Пјер“ — Душан Лудвиг, за карикатуру „Театар апсурда”.
- Сребрни „Пјер“ — Александар Блатник
- Бронзани „Пјер“ — Слободан Срдић.

### 2006
Године 2006. на 39. конкурсу, награђени су:
- Златни „Пјер“ — Тошо Борковић
- Сребрни „Пјер“ — Мухамед Ђерлек
- Бронзани „Пјер“ — Слободан Срдић

### 2007
Године 2007. на јубиларном 40. конкурсу, је учествовало учествовало 194 аутора са 963 карикатура.
- Златни „Пјер“ — Шпиро Радуловић, за карикатуром без речи, са сликом Србије прошлог века оличене у стаблима шљива - некада једине наше (шљиве) експортне робе, испреплетане са Србијом данашњице, односно дрворедима тениских рекета, која алудира на промену националног бренда.[10]
- Сребрни „Пјер“ — Горан Дивац, за карикатуру „Миротворци”, која метафорично портретише лицемерје неких моћника наше цивилизације, који своје припреме за ратне обрачуне камуфлирају мировним акцијама.[11]
- Бронзани „Пјер“ — Марија Докмановић, за карикатуру „Без речи”, која представља интелигентну еколошку експресију о судбини златне рибице.[11]

Награду за најбољу портрет-карикатуру добио је Константин Грос, за своје виђење Карле дел Понте. На карикатури она трчкара по шуми са мрежом за лептирове, док од дрвећа прелепљеног потерницама не види руке генерала који је зачикује.

### 2008
Године 2008. на 41. конкурсу, добитници су:
- Златни „Пјер“ — Мухамед Ђерлек, за карикатуру Срба који играју коло у лавиринту
- Сребрни „Пјер“ — Горан Ћеличанин, за карикатуру „Без речи”, са карикатуром закрпе у облику Косова, на на образу Миле Ђукановића
- Бронзани „Пјер“ — Сава Бабић, за карикатуру на тему гласача, заведеног обећањима политичара, који се на путу до гласачке кутије претвара у наивну, послушну овчицу

За портрет-карикатуру награђен је Славиша Шеврт, за портрет Емира Кустурице.

### 2009
Године 2009. на 42. конкурсу, је учествовало 169 аутора са 665 радова, а награђени су:
- Златни „Пјер“ — Миланко Каличанин, за карикатуру без речи
- Сребрни „Пјер“ — Никола Пејков, за карикатуру „Маске”
- Бронзани „Пјер“ — Јован Прокопљевић, за карикатуру без речи

За најбољи портрет-карикатуру, награђен је Зоран Товирац Тоцо, за портрет Ивана Тасовца, а карикатура носи наслов „Трилогија политичка-спортска-културна”.

### 2010
Године 2010. награда је додељена по 43. пут:
- Златни „Пјер“ — Јово Шкомац за карикатуру Сплав Mедузa, која говори о евроскептицизму. Алудирајући на истоимено дело француског сликара Теодора Жерикоа приказује неколико исцрпљених људи на сплаву са српском заставом, који за време олује на океану помоћ траже од брода са обележјем Европске уније на коме пише „Титаник”.
- Сребрни „Пјер“ — Владо Волаш за карикатуру „Венчање”.
- Бронзани „Пјер“ — Миро Стефановић за карикатуру „Балкански стампедо”.

За најбољи портрет-карикатуру изабран је рад Марка Стајића, портрет Стеве Жигон у лику Кригера.

### 2011
Године 2011. на 44. конкурсу од 592 пристигла рада, награђени су:
- Златни „Пјер“ — Мухамед Ђерлек, за карикатуру „Неслога“
- Сребрни „Пјер“ — Шпиро Радуловић, за карикатуру „Себичност“
- Бронзани „Пјер“ — Југослав Влаховић, за карикатуру „Знак питања“

Сва три рада везана су за Србију.
У категорији најбољи портрет-карикатура, награђен је Славиша Шеврт, за лик Иве Андрића, којим је желео да обележи јубилеј пола века од Андрићеве Нобелове награде.

### 2012
Године 2012. на 45. конкурсу учествовало je 138 карикатуриста са 610 радова, а награђени су:
- Златни „Пјер“ — Недељко Убовић, за карикатуру „Вођа”
- Сребрни „Пјер“ — Зоран Петровић за карикатуру „Трофеји”, на којој је представљен амерички „ујка Сем”, са главама палим широм света у његово име и славу, а које попут ловачких трофеја „качи” по зиду.
- Бронзани „Пјера“ — Слободан Срдић карикатуру „Слобода”

Ранко Гузина награђен је за најбољи портрет-карикатуру, на којој су представљене Соња Бисерко, Соња Лихт, Борка Павићевић и Весна Пешић.

### 2013
Године 2013. на 46. конкурсу је учествовало 134 аутора, са 606 карикатура, а награђени су:
- Златни „Пјер” — Александар Блатник за рад „Без речи“, који говори о бољитку коме се људи надају већ 20 година, а из којег „се чује вапај обичног човека за бољитком”.
- Сребрни „Пјер” — Горан Миленковић за рад „Језичке размирице“, која говори о рату око ћирилице у Вуковару
- Бронзани „Пјер” — Тошо Борковић за рад „Пресецање врпце“, која говори о нади ка бољем животу.

За најбољи портрет-карикатуру глумца Ђузе Стојиљковића награђен је Милорад Х. Јевтић.

### 2014
Године 2014. на 47. конкурсу укупно је учествовало 144 аутора са 522 радова, а добитници су били:
- Златни „Пјер” — Тоша Борковић
- Сребрни „Пјер” — Зоран Петровић, за карикатуру, „Без речи”, на којој је приказан Александар Вучић
- Бронзани „Пјер” — Шпиро Радуловић, за карикатуру „Без речи”, на којој је приказан велики контејнер претрпан фабрикама, које је су у транзицији завршиле на сметлишту.

За најбољу портрет-карикатуру Хариса Џиновића награђен је Лазар Средановић Дикан.

### 2015
Године 2015. на 48. конкурсу у свим категоријама, било је пријављено 202 аутора, са 515 радова. Од 394 карикатуре, добитници награда су били:
- Златни „Пјер” — Душан Лудвиг, за карикатуру „Без речи”[18]
- Сребрни „Пјер” — Новица Коцић, за карикатуру са заставом ЕУ, на којој се око скоро сваке звездице налази полумесец. Карикатура је без текста.[19]
- Бронзани „Пјер” — Никола Констадиновић, за карикатуру без текста

Награду за портрет Љиљане Смајловић, је добио Лаза Средановић Дикан
Први пут је додељена и награда за младе ауторе. У тој категорији је учествовало 64 аутора, са 121 карикатуром, а награда је додељена Урошу Петковићу, за портрет-карикатуру Новака Ђоковића.

### 2016
Године 2016. на 49. конкурсу укупно је у свим категоријама учествовало 209 аутора, са 653 карикатура. Од 123 аутора и 504 карикатура, награде су добили:
- Златни „Пјер” - Горан Дивац за карикатуру „Енклава”,[21] на којој је симболично представљена горка садашњица Срба на Косову и Метохији, кроз слику човека у српској народној ношњи, затвореног у крлетки за птице.[20]
- Сребрни „Пјер” - Горан Марковић, за карикатуру без наслова. На карикатури је представљен судија, који је уместо машне везао - доларе око врата. Карикатура носи поруку о односу људског и матерјалног и о људској потреби да суди и пресуђује.[21]
- Бронзани „Пјер” - Душан Арсенић, за карикатуру без наслова. На карикатури је представљен ТВ водитељ - Пинокио, који носем пробада гледаоца у фотељи, а односи се на лажи пласиране, како са домаћих, тако и са светских медија.[21]

Награду за портрет-карикатуру је добио Марко Стајић, за портрет Доналда Трампа у техници акварела. У конкуренцији младих карикатуриста, за најбољи је проглашен рад Филипа Карана, аутопортрет на мобилном телефону (селфи) у кубистичком стилу Пабла Пикаса.